# Народна радикальна партія
Народна радикальна партія (серб. Народна радикална странка) — популістська політична партія в Сербії, а пізніше Югославії. Очолювана Ніколою Пашичем протягом більшої частини свого існування, ідеологічний профіль партії суттєво змінювався протягом її історії, зміщуючись від соціалізму та радикалізму до консерватизму на початку XX століття.

## Історія

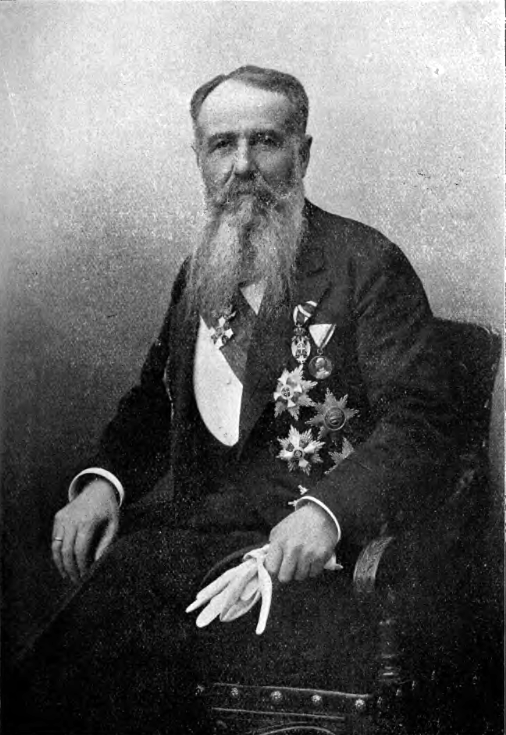
Нікола Пашич, голова партії з 1882 по 1926 рік

Заснування партії було пов'язане з колом сербської молоді, яка була послідовниками Светозара Марковича та Ніколи Пашича в Цюріху. Лідери цієї групи запропонували політичну програму, в якій закликали:
- зміна конституції
- свобода преси та відкрита політика
- незалежність суддів
- реформа системи освіти
- посилення місцевого самоврядування

Перше головне зібрання Народно-радикальної партії відбулося в липні 1882 року в Крагуєваці. Була прийнята програма радикалів, натхненна французьким радикалізмом, а Нікола Пашич був обраний президентом центрального комітету. Радикальна партія мала власну газету («Самоуправа»), яка критикувала правлячу монархію, вимагаючи демократії, громадських свобод і ліберальних реформ бюрократичної системи. Лідери радикалів, які переважно здобули освіту вдома та за кордоном: Пера Тодорович, Нікола Пашич, Пера Велімирович, Сіма Лозанич, Лазар Пачу, Йован Джая, Андра Ніколич, Ранко Тайсіч, Лазар Докіч, Раша Мілошевич, Джура Льочич, Гліша Гершич, Светомир Ніколаєвіч, Коста Таушановіч та ін. разом з іншими міськими та провінційними елітами (Стоян Протич, Адам Богосавлевич, Аца Станоевич, Димитріє Катич, Сава Груїч) були першими, хто успішно мобілізував сербське селянство та провінційні середні класи (включаючи вчителів, селянських лідерів та священиків). Серед інших, радикали залучили до себе важливих інтелектуалів, дипломатів та університетських професорів, таких як Мілован Мілованович, Міленко Веснич, Михайло Вуїч, Джордже Сіміч, Йован Жуйович.
У вересні 1883 року на сході Сербії спалахнуло повстання Тімок, коли король Милан Обренович оголосив, що зброя селян має бути конфіскована армією. Він звинуватив радикалів у тому, що своєю статтею «Роззброєння народної армії в Самоуправі» вони заохочували селян відмовлятися від зброї. Повстання було придушене за десять днів. Більшість членів керівного комітету партії були захоплені в полон, окрім самого Пашича та кількох інших, які втекли до Болгарського князівства. Режим засудив багатьох з радикалів до смертної кари, в тому числі тих, хто був засуджений заочно. Однак через деякий час кільком радикалам, які погодилися увійти до уряду Обреновича у 1887 році, була оголошена амністія.
Радикали відіграли важливу роль у прийнятті Конституції Сербії 1888 року, яка встановила парламентську демократію та майже всі політичні програми. Було запроваджено парламентське правління, гарантовано права і свободи громадян та місцевого самоврядування. Після 1889 року радикали отримали майже 80 відсотків голосів виборців. Радикали були палкими прихильниками об'єднання всіх населених сербами земель на Балканах і взяли гасло «Балкани - балканським народам». У зовнішній політиці, вони були рішуче антиавстрійськими, переважно русофілами і франкофілами, підтримуючи франко-російський союз і Антанту.
Після компромісу з короною в 1901 році молодша група всередині Народної радикальної партії утворила дисидентську фракцію, яка в 1905 році, після невдалих спроб примирення з Пашичем, перетворилася на нову політичну партію - «Незалежну радикальну партію» на чолі з Любомиром Стояновичем і Любомиром Давидовичем, яка була при владі лише в 1905 і 1906 роках. Після Великої війни Незалежні радикали були перетворені на Республіканську та Демократичну партії.
Після повернення династії Карагеоргієвичів на престол Сербії в 1903 році (після травневого перевороту), за новообраного короля Петра І Карагеоргієвича було запроваджено однопалатну Народну скупщину, а нова Конституція 1903 року була дещо переробленою версією Конституції 1888 року, скасованої Олександром І Обреновичем у 1894 році. Сербія стала парламентською та конституційною монархією. Після революційного уряду 1903 року радикали Пашича сформували кілька урядів, які розпочали важливі реформи в країні.
Радикальні уряди провели Королівство Сербія через його Золотий вік (1903-1914), а також через Першу світову війну. У 1917 році Югослов'янський комітет підписав Корфуську декларацію з Ніколою Пашичем, закликаючи до утворення південнослов'янської держави. Після війни хорватським парламентом та іншими органами було утворено Державу словенців, хорватів і сербів із земель, що раніше входили до складу Австро-Угорської імперії. Принц Олександр, посилаючись на Корфуську декларацію, проголосив Королівство сербів, хорватів і словенців. Парламент Хорватії проголосував за приєднання до Національної асамблеї Держави словенців, хорватів і сербів і був представлений нею. Представники Народної скупщини погодилися на об'єднання з Королівством Сербія.
Прем'єр-міністрами Королівства з 1918 по 1928 рік були всі серби, а Народна радикальна партія займала пост прем'єр-міністра протягом восьми років. У Народній скупщині застарілі виборчі правила та дії югославської поліції проти опонентів королівської сім'ї сприяли перемозі Радикальної партії. Наприклад, на виборах 1923 року партія отримала чверть голосів виборців королівства, але за результатами перепису 1910 року Сербія отримала більше представництво, і Радикальна партія отримала трохи більше третини місць у Скупщині.
Після смерті Пашича в 1926 році президентом партії став Аца Станоевич. У 1929 році король Олександр проголосив особистий указ про заборону Народно-радикальної партії та інших. Деякі члени партії увійшли до складу урядів Олександра, а Станоевич закликав до припинення королівської диктатури і повернення до парламентської демократії та місцевого самоврядування.

## Радикальні прем'єр-міністри
| Прем'єр-міністр Сербії | Роки                                              |
| ---------------------- | ------------------------------------------------- |
| Сава Груїч             | 1888 1889–1891 1893–1894 1903–1904 1906           |
| Нікола Пашич           | 1891–1892 1904–1905 1906–1908 1909–1911 1912–1918 |
| Лазар Докич            | 1893                                              |
| Джордже Сімич          | 1894 1896–1897                                    |
| Светомир Николаєвич    | 1894                                              |
| Михайло Вуїч           | 1901–1902                                         |
| Петар Велімирович      | 1902 1908–1909                                    |
| Мілован Мілованович    | 1911–1912                                         |
| Марко Трифкович        | 1912                                              |

| Прем'єр-міністр Королівства Сербів, Хорватів і Словенців | Роки                     |
| -------------------------------------------------------- | ------------------------ |
| Нікола Пашич                                             | 1918 1921–1924 1924–1926 |
| Стоян Протич                                             | 1918–1919 1920           |
| Міленко Радомар Веснич                                   | 1921–1922                |
| Нікола Узнович                                           | 1926–1927                |
| Велимир Вукічевич                                        | 1927–1928                |

## Результати виборів

### Королівство Сербія
| Рік           | Лідер        | Народне голосування | % народного голосування | # місць   | Зміна місць | Статус   |
| ------------- | ------------ | ------------------- | ----------------------- | --------- | ----------- | -------- |
| 1883          | Нікола Пашич | Невідомо            | Невідомо                | 72 / 170  | ▲ 72        | Уряд     |
| 1884          | Нікола Пашич | Невідомо            | Невідомо                | 14 / 174  | ▼ 58        | опозиція |
| 1886          | Нікола Пашич | Невідомо            | Невідомо                | 78 / 160  | ▲ 64        | Уряд     |
| 1887          | Нікола Пашич | Невідомо            | Невідомо                | 78 / 208  | ▬ 0         | Уряд     |
| березень 1888 | Нікола Пашич | Невідомо            | Невідомо                | 156 / 208 | ▲ 78        | Уряд     |
| листопад 1888 | Нікола Пашич | Невідомо            | Невідомо                | 500 / 628 | ▲ 422       | Уряд     |
| 1889          | Нікола Пашич | 158,635             | 87.88%                  | 102 / 117 | ▼ 320       | Уряд     |
| 1890          | Нікола Пашич | Невідомо            | Невідомо                | 102 / 116 | ▬ 0         | Уряд     |
| березень 1893 | Нікола Пашич | Невідомо            | Невідомо                | 57 / 128  | ▼ 45        | Уряд     |
| травень 1893  | Нікола Пашич | Невідомо            | Невідомо                | 126 / 136 | ▲ 69        | Уряд     |
| 1895          | Нікола Пашич | Невідомо            | Невідомо                | 2 / 240   | ▼ 124       | опозиція |
| 1897          | Нікола Пашич | Невідомо            | Невідомо                | 254 / 254 | ▲ 252       | Уряд     |
| 1898          | Нікола Пашич | Невідомо            | Невідомо                | 1 / 194   | ▼ 251       | опозиція |
| вересень 1903 | Нікола Пашич | 95,883              | 36.00%                  | 75 / 160  | ▲ 74        | Уряд     |
| 1905          | Нікола Пашич | 88,834              | 30.20%                  | 55 / 160  | ▼ 20        | опозиція |
| 1906          | Нікола Пашич | 157,857             | 42.70%                  | 91 / 160  | ▲ 36        | Уряд     |
| 1908          | Нікола Пашич | 175,667             | 43.60%                  | 84 / 160  | ▼ 7         | Уряд     |
| 1912          | Нікола Пашич | 182,479             | 39.80%                  | 84 / 160  | ▬ 0         | Уряд     |

### Королівство Югославія
| Рік  | Лідер         | Народне голосування | % народного голосування | # місць   | Зміна місць | Коаліція | Статус     |
| ---- | ------------- | ------------------- | ----------------------- | --------- | ----------- | -------- | ---------- |
| 1920 | Нікола Пашич  | 284,575             | 17.7%                   | 91 / 419  | ▲ 91        | –        | Уряд       |
| 1923 | Нікола Пашич  | 562,213             | 25.9%                   | 108 / 312 | ▲ 17        | –        | Уряд       |
| 1925 | Нікола Пашич  | 702,573             | 28.8%                   | 123 / 315 | ▲ 15        | –        | government |
| 1927 | Аца Станоевич | 742,111             | 31.9%                   | 112 / 315 | ▼ 9         | –        |            |
| 1931 | Аца Станоевич | Заборонена          | Заборонена              | 0 / 305   | ▼ 112       | –        | Опозиція   |
| 1935 | Аца Станоевич | Не брала участь     | Не брала участь         | 0 / 370   | ▬ 0         | –        | опозиція   |
| 1938 | Аца Станоевич | 1,643,783           | 54.1%                   | 306 / 371 | ▲ 306       | ЮРС      | Уряд       |
| 1945 | Аца Станоевич | Бойкот виборів      | Бойкот виборів          | 0 / 354   | ▼ 306       | –        | Опозиція   |